# Primula nivalis
Primula nivalis là một loài thực vật có hoa trong họ Anh thảo. Loài này được Pall. miêu tả khoa học đầu tiên năm 1776.